# Црна удовица
Црна удовица ( Latrodectus tredecimguttatus ) је веома специфична врста паука из рода Latrodectus. Врста је у централној Азији имала биномно име Latrodectus lugubris које није исправно али се још увек јавља у траговима неких литература.

## Опис
Врста Latrodectus tredecimguttatus је црне боје, препознатљива по својим мрљама на абдоминалном сегменту које су црвене, наранџасте или жуте боје. Доста је слична и тешко се разликује од осталих врста које потичу из рода Latrodectus. Тело им је ситно, малог обима, прекривено длакама и споро се крећу. Женка достиже дужину тијела од 7 до 15 mm, a мужјак је доста мањи и достиже од 4 до 7 mm. Женка је доминантнија и њен убод је фаталан по људе и животиње, док код мужјака није такав случај, због тога што он не може дубоко продрети кроз епидерм. Такође, доминантност женке се огледа и у томе да када се заврши парење, женка поједе мужјака. 

## Распрострањење
Насељава велики део медитеранског ареала као од јужне Иберије до југозападне и централне Азије, који обухвата и подручја око Средоземног мора, па их има и у крајевима тј. државама као што су Црна Гора и Македонија. Станишта која заузимају су увек позиционирана близу тла, те  плету мрежу у трави, жбуњу, лишћу, житу, или се могу наћи на неким запуштеним местима као што су гараже, куће, складишта итд. 

## Позитиван и негативан утицај
Значај ове врсте јесте што одржава еколошку равнотежу тиме што смањује бројност и спречава ширење болести хранећи се неким врстама инсеката нпр. комарцима чиме спречавају ширење маларије. Са друге стране, ујед црне удовице је веома болан и смртоносан за човека а поготово за децу, и потребно је ако то тога и дође да се одмах предузму неке мере заштите као што је примање серума. Иако је најефикаснији серум, он доноси неке друге болести или обољења као што су разне серумске болести или анафилатички шок. Сматра се да нису уопште у блиском додиру са људима, међутим,пријављене су епидемије уједа код украјинских пољопривредника који су се стално жалили на уједе. У Казахстану је ова врста добила назив црни црв који према неким извештајима убија камиле.